# 弗赖堡

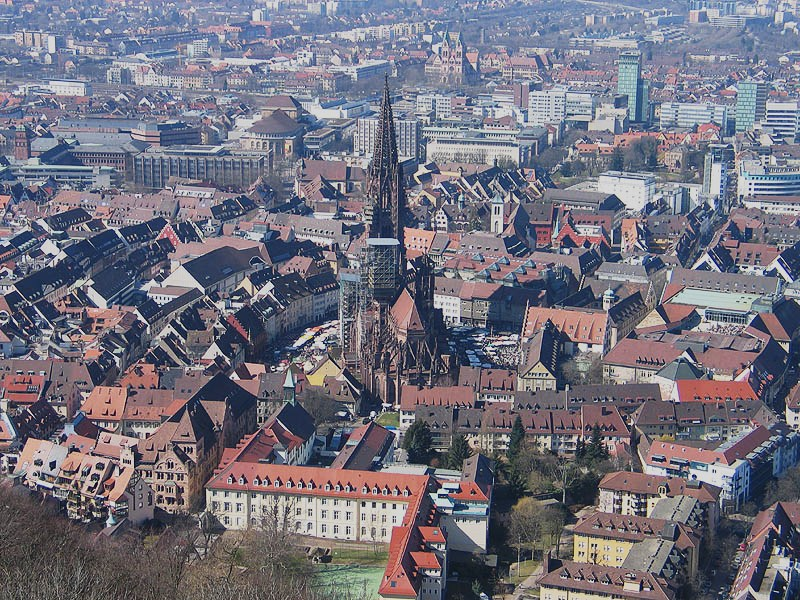
从城堡山上眺望弗赖堡

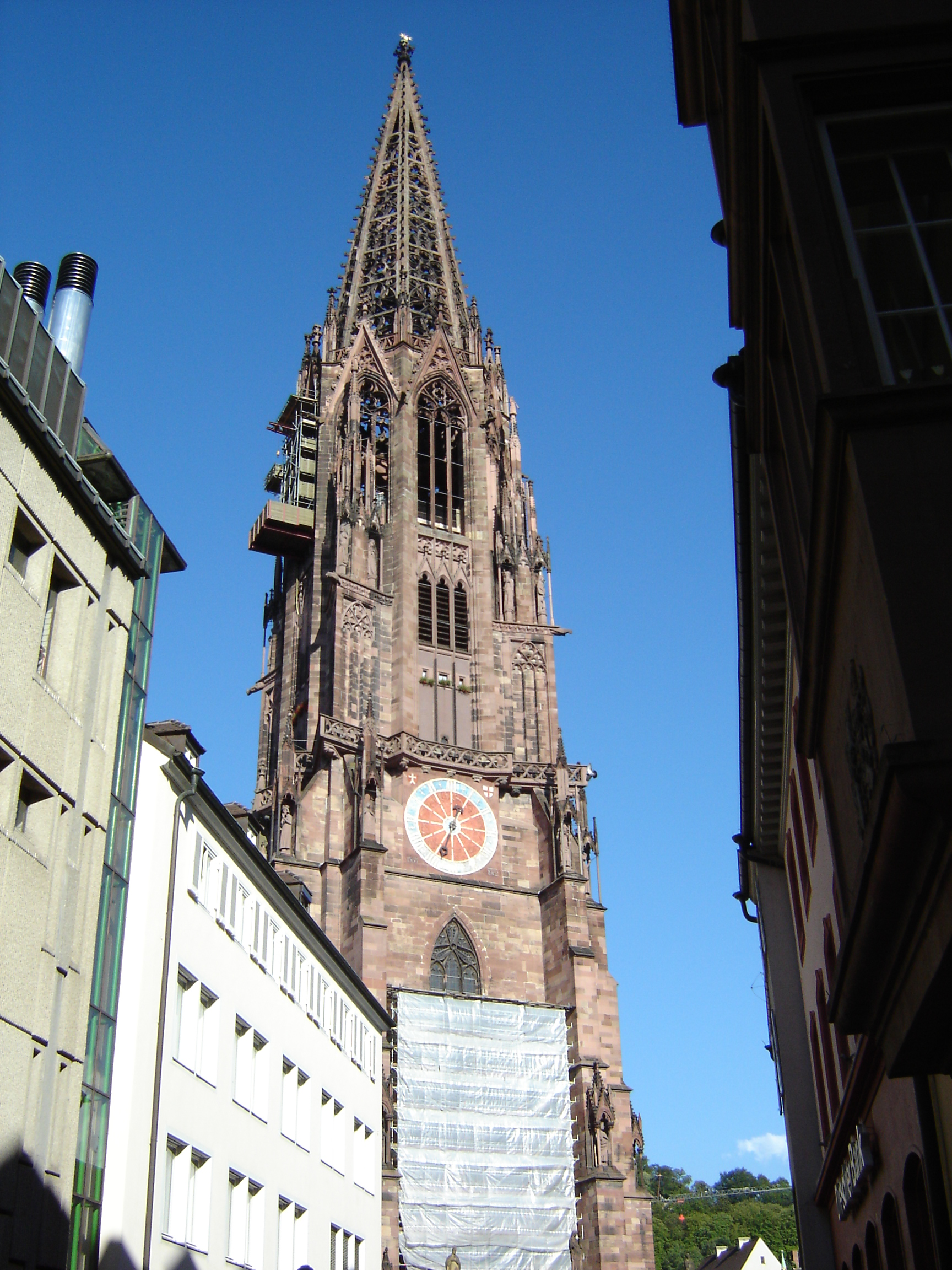
中世纪建造的弗赖堡大教堂

布賴斯高弗赖堡（德語：Freiburg im Breisgau，德語發音：[ˈfʁaɪbʊʁk ʔɪm ˈbʁaɪsɡaʊ] ⓘ），通称弗赖堡，是德国巴登－符腾堡州的一座非县辖城市，弗赖堡行政区首府。城市位于[黑森林]南部的最西端，人口约20万，在该州仅次于州府斯图加特、卡尔斯鲁厄和曼海姆。
历史上，弗赖堡是黑森林西部，上莱茵河平原地区的交通枢纽。作为古老的大学城和天主教教区中心，弗赖堡有文艺复兴时期创建的弗赖堡大学，以及著名的中世纪弗赖堡大教堂。弗赖堡是巴登葡萄酒产区的中心。除了作为德国气候最温暖，阳光最灿烂的城市之外，它也以先进环保理念和高水平生活而闻名。

## 地理
弗赖堡位于巴登-符腾堡州西南部，上莱茵河谷的东南边缘，弗赖堡湾和黑森林的西麓。附近的主要城市包括米卢斯（法国），巴塞尔（瑞士），斯特拉斯堡（法国），苏黎世（瑞士），卡尔斯鲁厄和斯图加特。
弗赖堡南北长18.6公里，东西长20公里，距离法国边境约3公里，距离瑞士边境约42公里，弗赖堡海拔差超过1000米，最低处瓦尔特斯霍芬（Waltershofen）海拔196米，最高处绍因斯兰山（Schauinsland）海拔1284米。
弗赖堡的街道“Auf der Zinnen”是前城墙的所在地，往北约200米就是北纬48°的位置。

### 气候
弗赖堡属于温带海洋性气候，整体温暖湿润，内部区别在于平原地区温暖干燥，而山区则是凉爽湿润。弗赖堡年平均气温约11.4℃，是德国最温暖的城市之一。在2003年8月13日弗赖堡出现热浪，记录下了40.2℃的最高气温，这也是德国有记录以来的第二高温度。
弗赖堡年平均降水量为837mm，略高于德国的平均降水量。大多数降雨都发生在5月到8月，6月份为最高峰，可超过100mm，2月份的降雨量是最低的，仅为50mm左右。
| 弗赖堡 2015–2020, 日照时数 2015–2020, 极限气温 1949至今               | 弗赖堡 2015–2020, 日照时数 2015–2020, 极限气温 1949至今 | 弗赖堡 2015–2020, 日照时数 2015–2020, 极限气温 1949至今 | 弗赖堡 2015–2020, 日照时数 2015–2020, 极限气温 1949至今 | 弗赖堡 2015–2020, 日照时数 2015–2020, 极限气温 1949至今 | 弗赖堡 2015–2020, 日照时数 2015–2020, 极限气温 1949至今 | 弗赖堡 2015–2020, 日照时数 2015–2020, 极限气温 1949至今 | 弗赖堡 2015–2020, 日照时数 2015–2020, 极限气温 1949至今 | 弗赖堡 2015–2020, 日照时数 2015–2020, 极限气温 1949至今 | 弗赖堡 2015–2020, 日照时数 2015–2020, 极限气温 1949至今 | 弗赖堡 2015–2020, 日照时数 2015–2020, 极限气温 1949至今 | 弗赖堡 2015–2020, 日照时数 2015–2020, 极限气温 1949至今 | 弗赖堡 2015–2020, 日照时数 2015–2020, 极限气温 1949至今 | 弗赖堡 2015–2020, 日照时数 2015–2020, 极限气温 1949至今 |
| 月份                                                                  | 1月                                                     | 2月                                                     | 3月                                                     | 4月                                                     | 5月                                                     | 6月                                                     | 7月                                                     | 8月                                                     | 9月                                                     | 10月                                                    | 11月                                                    | 12月                                                    | 全年                                                    |
| --------------------------------------------------------------------- | ------------------------------------------------------- | ------------------------------------------------------- | ------------------------------------------------------- | ------------------------------------------------------- | ------------------------------------------------------- | ------------------------------------------------------- | ------------------------------------------------------- | ------------------------------------------------------- | ------------------------------------------------------- | ------------------------------------------------------- | ------------------------------------------------------- | ------------------------------------------------------- | ------------------------------------------------------- |
| 历史最高温 °C（°F）                                                   | 18.8 (65.8)                                             | 21.9 (71.4)                                             | 25.7 (78.3)                                             | 29.4 (84.9)                                             | 33.7 (92.7)                                             | 36.5 (97.7)                                             | 38.3 (100.9)                                            | 40.2 (104.4)                                            | 33.9 (93.0)                                             | 30.8 (87.4)                                             | 23.2 (73.8)                                             | 21.7 (71.1)                                             | 40.2 (104.4)                                            |
| 平均高温 °C（°F）                                                     | 5.7 (42.3)                                              | 7.9 (46.2)                                              | 12.6 (54.7)                                             | 16.7 (62.1)                                             | 20.3 (68.5)                                             | 25.0 (77.0)                                             | 27.8 (82.0)                                             | 27.5 (81.5)                                             | 22.3 (72.1)                                             | 16.2 (61.2)                                             | 10.2 (50.4)                                             | 7.9 (46.2)                                              | 16.7 (62.1)                                             |
| 日均气温 °C（°F）                                                     | 2.8 (37.0)                                              | 4.0 (39.2)                                              | 7.2 (45.0)                                              | 10.6 (51.1)                                             | 14.5 (58.1)                                             | 19.0 (66.2)                                             | 21.3 (70.3)                                             | 21.0 (69.8)                                             | 16.1 (61.0)                                             | 11.4 (52.5)                                             | 6.7 (44.1)                                              | 4.6 (40.3)                                              | 11.6 (52.9)                                             |
| 平均低温 °C（°F）                                                     | 0.0 (32.0)                                              | 0.1 (32.2)                                              | 1.9 (35.4)                                              | 4.6 (40.3)                                              | 8.8 (47.8)                                              | 13.8 (56.8)                                             | 14.8 (58.6)                                             | 14.4 (57.9)                                             | 10.0 (50.0)                                             | 6.6 (43.9)                                              | 3.1 (37.6)                                              | 1.3 (34.3)                                              | 6.6 (43.9)                                              |
| 历史最低温 °C（°F）                                                   | −18 (0)                                                 | −21.6 (−6.9)                                            | −11.9 (10.6)                                            | −5.2 (22.6)                                             | −1.4 (29.5)                                             | 3.2 (37.8)                                              | 5.3 (41.5)                                              | 4.5 (40.1)                                              | 0.6 (33.1)                                              | −5.9 (21.4)                                             | −10.4 (13.3)                                            | −19.9 (−3.8)                                            | −21.6 (−6.9)                                            |
| 平均降水量 mm（）                                                     | 44.5 (1.75)                                             | 42.9 (1.69)                                             | 36.7 (1.44)                                             | 77 (3.0)                                                | 96.2 (3.79)                                             | 76.3 (3.00)                                             | 52.5 (2.07)                                             | 53.4 (2.10)                                             | 45.4 (1.79)                                             | 49.0 (1.93)                                             | 66.2 (2.61)                                             | 35.9 (1.41)                                             | 676.1 (26.62)                                           |
| 平均降雪量 cm（）                                                     | 3.6 (1.4)                                               | 1.0 (0.4)                                               | 2.0 (0.8)                                               | 0.0 (0.0)                                               | 0.0 (0.0)                                               | 0.0 (0.0)                                               | 0.0 (0.0)                                               | 0.0 (0.0)                                               | 0.0 (0.0)                                               | 0.0 (0.0)                                               | 0.76 (0.3)                                              | 0.76 (0.3)                                              | 5.1 (2.0)                                               |
| 平均降雨天数（≥ 0.1 mm）                                              | 19.7                                                    | 11.9                                                    | 13.9                                                    | 14.5                                                    | 13.2                                                    | 12.9                                                    | 11.8                                                    | 11.4                                                    | 10.3                                                    | 12.9                                                    | 13.9                                                    | 13.5                                                    | 159.8                                                   |
| 月均日照時數                                                          | 58                                                      | 97                                                      | 151                                                     | 190                                                     | 204                                                     | 240                                                     | 266                                                     | 238                                                     | 189                                                     | 114                                                     | 61                                                      | 71                                                      | 1,879                                                   |
| 日均日照時數                                                          | 1.7                                                     | 3.4                                                     | 4.9                                                     | 6.2                                                     | 6.6                                                     | 8.2                                                     | 8.9                                                     | 7.8                                                     | 6.4                                                     | 3.7                                                     | 2.1                                                     | 2.4                                                     | 5.2                                                     |
| 平均紫外线指数                                                        | 1                                                       | 2                                                       | 3                                                       | 5                                                       | 6                                                       | 7                                                       | 7                                                       | 7                                                       | 6                                                       | 5                                                       | 3                                                       | 1                                                       | 4                                                       |
| 来源：Weatheronline.de, Meteociel.fr, weather-atlas, and wetterdienst |                                                         |                                                         |                                                         |                                                         |                                                         |                                                         |                                                         |                                                         |                                                         |                                                         |                                                         |                                                         |                                                         |

弗赖堡的夏天，有一种特殊的“赫伦泰勒风”（Höllentäler Wind），以城市以东的赫伦谷命名。这种风来自于黑林山高处，在天黑之后一段时间有规律的吹入市区之内。虽然一般认为这种风是非常凉爽的，但实际上气象学家约尔格·卡赫尔曼等指出，这种风跟焚风一样温暖。因此出现这种霍伦塔勒风的夜晚，温度会始终高于20℃。

### 行政地理
传统上面弗赖堡分为28个区（Stadtteile），但统计上正式分为42个街区（Stadtbezirke），每个区都有自己的编号，如老城（Altstadt）为11，沃邦（Vauban）为68。部分区引入了地方宪法，同时也有自己的区议会（Ortsbeirat），议员由该区公民选举产生，区的最高负责人为区长（Ortsvorsteher），下辖区行政部门。区议会在影响当地的政策事项上面可以发表意见，不过最终决定权在弗赖堡市政委员会手上。

## 历史

### 早期历史
弗赖堡第一次被提及是在1008年，此地属于柴林根公爵（又名哲林根公爵）的领地，约在1091年，柴林根公爵贝尔托尔德二世建立了Castrum de Friburch城堡。1120年，他的儿子康拉德一世 (哲林根)授予城堡山下面仆从跟工匠兴建定居点和城镇。大约在1200年，贝尔托尔德五世兴建了现在的大教堂。当时黑林山出产的银矿收入为弗赖堡市民的繁荣做出了贡献。
柴林根公爵灭亡后，此地由乌拉赫伯爵接管（1218年）并自称为弗赖堡伯爵。之后，当地市民与伯爵在财政问题发生争吵，最终市民用15000银马克从时任伯爵埃吉诺三世手中购买市政自治权并投靠哈布斯堡家族的保护之下。
弗赖堡市民被迫为新领主提供士兵和经济援助。1386年森帕赫战役中，奥地利公爵利奥波德三世惨败，参与此战的大部分弗赖堡贵族被瑞士邦联军队消灭。之后弗赖堡当地的行会逐渐控制市议会，在1427年之前弗赖堡的地位都是帝国自由城市。1457年，奥地利大公阿尔布雷希特六世正式创办弗赖堡大学，这是德国最古老的大学之一。

### 反宗教改革
1498年马克西米利安一世在弗赖堡举行帝国议会。与此同时，上莱茵河地区的农民发动起义，1513年起义遭到镇压。1520年弗赖堡城进行了被當時認為非常激進的法律改革。市民們试图在旧的城市习惯法和罗马法之间建立某种平衡。这些改革获得了广泛的认可，特别是关于民事诉讼法、刑罚和城市宪法方面。同样是在1520年，弗赖堡决定反宗教改革并成为上赖茵地区天主教的中心。1525年，德意志农民战争进行的如火如荼时期，汉斯·米勒率领农民军占领了弗赖堡，并迫使市议会加入新教阵营。1529年，巴塞尔确立新教政体之后，伊拉斯谟逃亡到弗赖堡。1536年，弗赖堡大教堂正式完工。
1536年，强烈而偏执的“女巫恐慌”导致了该城第一次追杀“女巫”的行动。1564年，黑死病夺去了当地2000多名居民的生命，为了寻找原因，追缴“女巫”的行动不断升级，并于1599年达到了顶峰。
1620年，三十年战争刚刚爆发不久，弗赖堡大学被耶稣会士接管。1632年，瑞典军队攻占这座城市，但在接下来数年中城市多次易手。1644年，弗朗茨·冯·梅尔西率领的巴伐利亚军队占领弗赖堡。随后，巴伐利亚与法国之间爆发了弗赖堡战役。

### 近代
17世纪下半叶，太阳王路易十四多次袭击莱茵河右岸地区，法荷战争结束后，神圣罗马帝国皇帝利奥波德一世不得不将弗赖堡割让给法国。路易十四下令塞巴斯蒂安·勒普雷斯特·德·沃邦将这座城市转化为一个现代化军事堡垒，并且自己在1681年亲自访问了弗赖堡，检查城市改建的进展工作。1697年作为大同盟战争的结束，赖斯韦克条约签订，路易十四保留了斯特拉斯堡所在的阿尔萨斯地区，但是将弗赖堡归还给了哈布斯堡王朝。西班牙王位继承战争中的1713年，法国元帅克劳德·路易-赫克托·德拉维尔再次攻占弗赖堡。1744年7月，弗朗索瓦·德·弗兰克托元帅率领法国军队在维桑堡击败奥地利军队，并且攻占弗赖堡。当法国军队撤退的时候，他们将当地的防御工事全部摧毁，只留下了布赖萨赫门。
1796年，法国革命军攻占弗赖堡。但三个月后该地就被卡尔大公解放。摩德纳公爵埃尔科莱三世在坎波福尔米奥和约中失去了在意大利的领土，1801年，在吕内维尔和约中，他得到了布赖斯高地区作为补偿。埃尔克莱三世对这个补偿方案不甚满意，仅委派赫尔曼·冯·格莱芬内格男爵管理当地事务。埃尔克莱三世在1803年去世后，此地传给了他的女儿玛丽亚·贝亚特丽切，后者则嫁给了哈布斯堡王朝的斐迪南·卡尔大公。但是哈布斯堡王朝对该地的控制仅持续了很短的时间，在1805年拿破仑颁布了法令，布赖斯高和奥尔特瑙地区并入巴登。在1815年的维也纳会议中，也确认巴登大公国领有弗赖堡地区。
1821年，弗赖堡取代康斯坦茨成为主教区的所在地，1827年在当地建立了弗赖堡总教区。1845年，通往奥芬堡的铁路正式开通。1848年革命席卷了德国西南部，虽然巴登大公国在30年前的1818年已经颁布了相当自由主义的宪法，但仍然在弗赖堡爆发了激烈的街垒战。

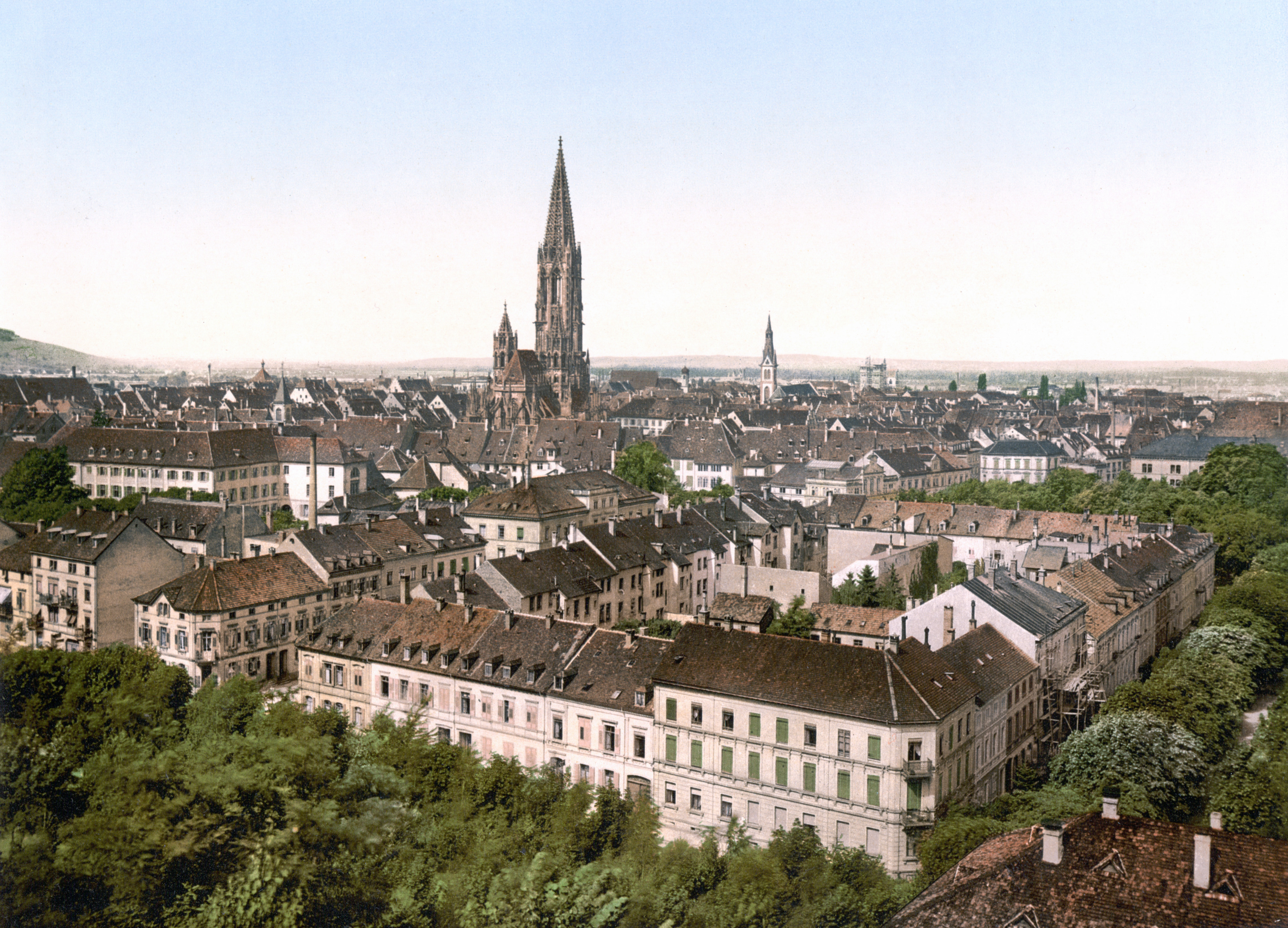
1900年的弗赖堡远景

1871年，德意志帝国建立，这座城市正式加入德国的整体经济领域。在市长奥托·温特勒尔（Otto Winterer）的领导下，弗赖堡的新区发展了历史主义（Historicism）风格。1901年，电车开通。
第一次世界大战爆发后，1914年12月14日，法国飞机轰炸了弗赖堡并震惊了当地居民。1915年4月，协约国再次空袭，导致一名成人和七名儿童死亡，一部分人逃离了这座城市。德国在一战最终失败，阿尔萨斯被重新并入法国，导致弗赖堡的经济遭受重创。

### 现代
魏玛共和国初期有两位总理来自弗赖堡，分别是康斯坦丁·费伦巴赫和约瑟夫·维尔特。
1933年，纳粹主义者在弗赖堡掌权，1933年弗赖堡大学在校长马丁·海德格尔的领导下驱逐了犹太人师生。1938年，弗赖堡的犹太教堂在水晶之夜中被焚烧。1940年，作为瓦格纳-比克尔行动（Wagner-Bürckel-Aktion）的一部分，当地幸存的犹太人被送到法国的居尔斯集中营。
第二次世界大战期间，弗赖堡被严重炸毁，1940年德国的飞机错误地将60枚炸弹投在了弗赖堡火车站附近，造成57人死亡。1944年11月27日盟军的轰炸使城市遭到进一步破坏，死亡人数高达2800人，市中心大部分建筑被夷为平地，大教堂幸运地成为了少数例外。战后，城市在中世纪规模上进行了重建。戴高乐在1945年2月的雅尔塔会议上明确了法国的占领区，并且下令法国第1集团军3月下旬在施派尔附近渡过莱茵河，4月中旬进抵弗赖堡。守卫这座城市的党卫队将领认为“抵抗毫无意义”，最终在4月21日选择“不战而降”。
1945年10月，戴高乐在弗赖堡进行胜利阅兵式。1945年被法国占领的南巴登地区独立划成一个联邦州，以弗赖堡作为首都。不久的1952年就随着联邦德国行政区划调整被并入巴登－符腾堡州（绝大多数居民反对合并）。弗赖堡一直到1991年法军的最后一辆坦克撤出后，才不再受到法国的军事管制。
从20世纪70年代开始，许多弗赖堡居民参加了反对在当地兴建核电站的计划，导致强烈的生态政治意识导向，随后新成立的绿党在弗赖堡成为稳定的政治势力。由于便利的地理位置，弗赖堡成为一座受欢迎的会展城市，特别是弗赖堡音乐厅和弗赖堡博览会的设立，目前也推动了国际旅游业。
1986年弗赖堡举办了第七届巴登-符腾堡州园艺展，对城市西部的发展起着重要的意义。人口的强劲增长也需要扩建住宅区和新建住宅区。著名的沃邦区（Vauban）就是在1992年法国驻军废弃的前沃邦军营上面建立起来的。这里大约居住有5000居民。作为“可持续发展的模范区”，这个小社区中的很多家用电器通过太阳能提供能源。
1996年，弗赖堡人口超过20万，其中包括在弗赖堡大学和其他学院读书的3万名学生。2010年，弗赖堡以案例的形式出现在上海世博会的城市最佳实践区，让更多的人了解弗赖堡的可持续发展。
2011年9月24日至25日，时任教宗本笃十六世接受弗赖堡大主教罗伯特·佐利奇（Robert Zollitsch）的邀请访问了弗赖堡，当地有超过10万名信徒参加了相应的圣餐庆典。教宗分别会见了前总理赫尔穆特·科尔、德国天主教中央委员会主席团等，并在弗赖堡音乐厅发表教会演讲。
2015年以来，一直有讨论建立新的住宅区来解决住房问题，新区决定选在迪滕巴赫（Dietenbach），该地此前主要用于农业。2018年的倡议收集了超过12500个签名，因此可以就计划建造迪滕巴赫居民区进行公投，2019年2月24日公投的结果是绝大多数人同意开发迪滕巴赫。
由于2019冠状病毒疫情的爆发，弗赖堡市在2020年举办了900周年庆祝活动被迫中断，并延长至2021年7月。在2020年夏秋两季，庆祝活动以小规模的形式进行。

### 欧洲区域城市
弗赖堡位于德法瑞三国交界地带，伴随着欧洲共同发展，斯特拉斯堡对弗赖堡来说重要性与日俱增。斯特拉斯堡是欧洲各国领事馆和名誉领事馆的所在地。弗赖堡的地方委员会、市政府、大学以及其他很多机构与邻国法国、瑞士展开了密切合作。作为一座曾经被法国占领过20年（1677-1697）的城市，也是二战后法国驻军的德国城市，弗赖堡在德法关系中也起着先锋作用。弗赖堡与法国城市米卢斯以及科尔马合作密切，法国在弗赖堡拥有法国文化中心（Centre culturel français）以及弗赖堡大学的法国中心为德法两国的政治文化交流起到了重要的贡献。2001年和2010年，德法两国元首和政府首脑会议都是在弗赖堡举行的。当然弗赖堡与巴塞尔之间同样保持着密切的关系（特别是关于伊拉斯谟）。

## 人口
中世纪晚期，弗赖堡人口从5000到10000左右，是巴塞尔和斯特拉斯堡之间最大的城市。从19世纪工业化开始，人口增长才开始加速。1800年人口为9050人，到100年的1900年则为62,000人。1934年，弗赖堡人口突破10万人。
二战期间，由于盟军的空袭，该市人口减少了将近两成。到1947年，由于接收来自前东部领土的难民，人口再次超过10万人。到1996年，弗赖堡人口突破20万。
从1980年到2012年，弗赖堡的人口增长率高达32%，是德国发展最快的城市之一。2011年弗赖堡的人口增长数量仅次于斯图加特，是巴登-符腾堡州排名第二的城市。
弗赖堡市区人口的平均年龄为41岁，截止2013年1月1日，外籍居民的比例为13.7%。在弗赖堡出名的居民昵称是Bobbele，来源于德莱桑大街上面的圣伊丽莎白医院。而在阿勒曼尼语中，Bobbele指的是一个小孩。

## 宗教
在2011年的人口普查中，38.1%的居民隶属于天主教，24.2%隶属于新教，剩下37.7%的人隶属于其他宗教、无宗教或者没有表明信仰。此后，新教和天主教人数都处于下降之中，到2021年底，天主教徒下降到30.3%，新教徒下降至19.6%。隶属其他宗教或者无宗教的人达到了50.1%。在弗赖堡，离开宗教活动需要前往教堂进行登记，在2019年有2034人进行了这种登记。

### 基督教

#### 天主教
在1805年之前，弗赖堡一直属于神圣罗马帝国，因此天主教占据主导地位。不过附近的哈斯拉赫、奥普芬根和蒂恩根等村庄以及巴登侯爵管辖区域在宗教改革运动后变成了新教地区。弗赖堡此前一直隶属于康斯坦茨教区，不过1821年，建立了弗赖堡主教区。由于巴登大公国政府和罗马教廷之间的分歧，第一任主教到1827年才正式上任。弗赖堡大教堂也成为了主教教堂。弗赖堡主教区下辖有美因茨和罗腾堡-斯图加特两个教区。德国明爱协会（Deutscher Caritasverband）总部设在弗赖堡。
圣乔治是弗赖堡的主保圣人，弗赖堡的旗帜也使用圣乔治十字。

#### 新教
1805年，布赖斯高地区正式并入新教统治的巴登大公国，新教徒开始迁入这座城市。在巴登政府与市议会的谈判中，市议会提出建造一所新教教堂。从2007年开始，弗赖堡新成立新教教区，隶属于巴登新教教会的南巴登教区。巴登福音派路德教会是属于路德教会的一个自由教会，总部位于弗赖堡，另外还有其他一些小型的新教自由教会。
弗赖堡其他的基督教派别还包括圣公会、新使徒教会、耶稣基督后期圣徒教会、人智学影响下的基督教社区、耶稣怪胎国际和耶和华见证人。

### 犹太教
犹太人进入此地是在1230年前后，犹太人缴纳的税款直接归当地的弗赖堡伯爵所有。1338年，时任伯爵康拉德二世向居住此地的犹太人发出了保证安全和自由的信件，但仅仅过了10年，这封信件的效力不复存在。1349年，犹太人被怀疑传播瘟疫而遭到逮捕。1月31日，当地除了孕妇以外的所有犹太人全部被烧死，生下来的孩子被强制洗礼。此后，犹太人决定离开弗赖堡。1401年，弗赖堡市议会通过法令禁止犹太人居住在市内，1424年，西吉斯蒙德确认该法令并永久驱逐犹太人。直到将近400年后的1809年，犹太人才重新回到这座城市并建立犹太社区。
1938年的水晶之夜，纳粹主义者烧毁了建于1870年的犹太会堂，并掠夺和摧毁了当地的犹太人商店和公寓。他们将富有的犹太人绑架到集中营（如布痕瓦尔德），并强占他们的资产。1940年，纳粹将巴登地区剩余的犹太人跟普法尔茨的犹太人一起驱逐到法国南部的居尔斯集中营。在目前弗赖堡的人行道上面，有“绊脚石”来纪念遭遇纳粹迫害的犹太人。
二战之后，新的犹太社区成立，即弗赖堡以色列社区（Israelitische Gemeinde Freiburg），之后伴随着前苏联地区犹太人移民至此，目前这个正统派社区已经有750名成员。1985年，这个社区在教堂广场附近重新建造了一所犹太会堂。2004年当地新增了一个进步派和平等主义的小型犹太社区。目前在弗赖堡共有两个犹太人专属的墓地。

### 其他宗教
伊斯兰教教徒在当地一共有四个礼拜场所和清真寺。另外还有藏传佛教中心（2007年达赖喇嘛曾经到访）和一个小型的巴哈伊社区。

## 政治
佛萊堡被稱為「生態城市（Eco-city）」。它吸引了聯邦輻射防護辦公室（Bundesamt für Strahlenschutz）與太陽能產業和研究單位進駐。1962年，社会民主党的欧根·凯德尔（Eugen Keidel）第一次当选弗赖堡市长，任期长达20年，并由同党的罗尔夫·博姆（Rolf Böhme）继任。从2002年开始，德國綠黨在這裡擁有一個重要據點，在德國的幾個主要城市中該黨在佛萊堡具有最大的影響力，綠黨的選票佔了整個城市的35％，在2012年全國選舉中，一些街區甚至達到40％以上。沃班（Vauban）和里瑟尔费尔德（Rieselfeld）這兩個新興社區是根據可持續發展的理念開發和建造，佛萊堡的市民因熱愛騎乘自行車和進行回收而聞名於德國。

### 市议会
市议会一共有48名议员组成，议会主席是市长以外的额外成员。最近一次议会选举是2019年5月26日举行的巴登符腾堡州地方选举，与该年的欧洲议会选举同期举行。其中绿党获得26.5%的选票，获得13个席位（比2014年增加2席），是议会第一大党，其次是社会民主党和基督教民主联盟各6席。

### 市长
1806年以前，弗赖堡的市长是由法院院长兼任的，伴随着弗赖堡主权移交给巴登，巴登市政宪法被引入，采用直接选举的方法来任命市长。第一位市长是1806年当选的约翰·约瑟夫·阿德里安斯（Johann Josef Adrians）。
最近的一次市长选举是在2018年，此前的市长是迪特尔·萨洛蒙（Dieter Salomon），隶属于绿党。但在这次选举中，无党派人士并得到社会民主党支持的马丁·霍恩（Martin Horn）在第二轮选票中获得了44.2%的选票，领先于第二名迪特尔·萨洛蒙。不过由于弗里德希尔德·米勒对选举结果发起诉讼，霍恩一直担任执行市长直至2019年3月5日才正式上任。

### 联邦议员
2021年德国联邦议会选举之后，联邦议会中代表弗赖堡地区的议员是尚塔尔·科普弗（Chantal Kopf），隶属绿党，1995年出生，时年26岁。

### 政府组成
从2011年1月开始，弗赖堡市政府一共有五个部门组成，每个部门都需要负责数个市政办公室。其中第一部门由市长亲自领导，负责人事管理和法律、组织、地区事务和公共关系。第二部门负责环境、学校和教育。第三部门负责文化、融合和社会事务。第四部门负责金融、经济、住房、信息技术、消防和体育。第五部门是最新成立的，负责城市发展建设、交通规划、土木工程、城市绿化和建筑管理等。
布赖斯高-上黑林山县的办事处位于弗赖堡市内，但他们的管辖范围并非在此处，可是城市的周边区域。

### 地区机构
弗赖堡有数个州级别的行政机构，诸如弗赖堡行政区委员会，委员长的办公室就位于巴塞尔庭。另外还有警察总部、学校管理局、林业部门和国家地质、原材料和采矿办公室等。
巴登-符腾堡林业研究所（FVA）、国家葡萄栽培研究所（WBI）、弗赖堡化学和兽医调查局以及弗赖堡行政区及弗赖堡市的税务局都位于弗赖堡。弗赖堡监狱可执行从15个月到无期徒刑的徒刑，以及整个州内的预防性拘留。

### 联邦机构
弗赖堡尚有德国国家机构，包括联邦就业局、联邦辐射防护办公室、联邦技术救济局、联邦房地产任务局、联邦海关总署采购办公室、联邦网络局、联邦档案馆-军事档案馆、上莱茵河航道与航运办公室、弗赖堡医学气象研究中心（隶属于德国气象局）。弗赖堡也有德意志联邦银行的分行。

### 司法机构
弗赖堡有一个地区法院（Amtsgericht）和一个地方法院（Landgericht），隶属于卡尔斯鲁厄高等地方法院（Oberlandesgerichtes Karlsruhe）。另外弗赖堡还有一个劳动法庭、一个金融法庭、一个社会法庭和一个行政法院。

### 纹章
弗赖堡的纹章和旗帜非常相似，都是白色背景上面一个红十字，红十字代表圣乔治，因此弗赖堡的旗帜样式跟英格兰旗帜非常近似。使用圣乔治十字的传统是从1368年弗赖堡加盟哈布斯堡王朝以来就一直使用。

### 友好城市
二战后弗赖堡开始寻找欧洲层面的城市合作伙伴，第一个瞄准的是法国的贝桑松，1959年双方缔结协定。此后弗赖堡陆续与奥地利的因斯布鲁克、意大利的帕多瓦以及英国的吉尔福德缔结了友好城市关系。城市之间的特性就是具有旅游吸引力的大学城，后来缔结的城市包括西班牙的格拉纳达和乌克兰的利沃夫。
放眼欧洲以外，弗赖堡与美国的麦迪逊以及日本的松山也缔结了友好城市关系。特别是与松山的关系促进了当地日本文化发展，据说有700多份作品参加了松山举办的俳句比赛，其中有25份获奖。
考虑到德国与伊朗之间外交关系不佳，弗赖堡与伊斯法罕的友好城市关系是两国之间唯一缔结的城市伙伴协议。
- 法國 贝桑松
- 奥地利 因斯布鲁克
- 義大利 帕多瓦
- 英国 吉尔福德
- 美国 麦迪逊
- 日本 松山
- 乌克兰 利沃夫
- 西班牙 格拉纳达
- 伊朗 伊斯法罕
- 尼加拉瓜 维维利
- 以色列 特拉维夫
- 水原

为了纪念双方的友好城市关系，弗赖堡使用友好城市的名字来命名街道（唯一的例外是维维利命名桥梁），这些街道都位于城市西侧。考虑到哲林根公爵的关系，因此弗赖堡与瑞士一些城市也存在没有书面协议的友好关系，诸如伯尔尼、图恩、布格多夫、弗里堡、穆尔滕和莱茵费尔登等。

## 文化

### 剧院

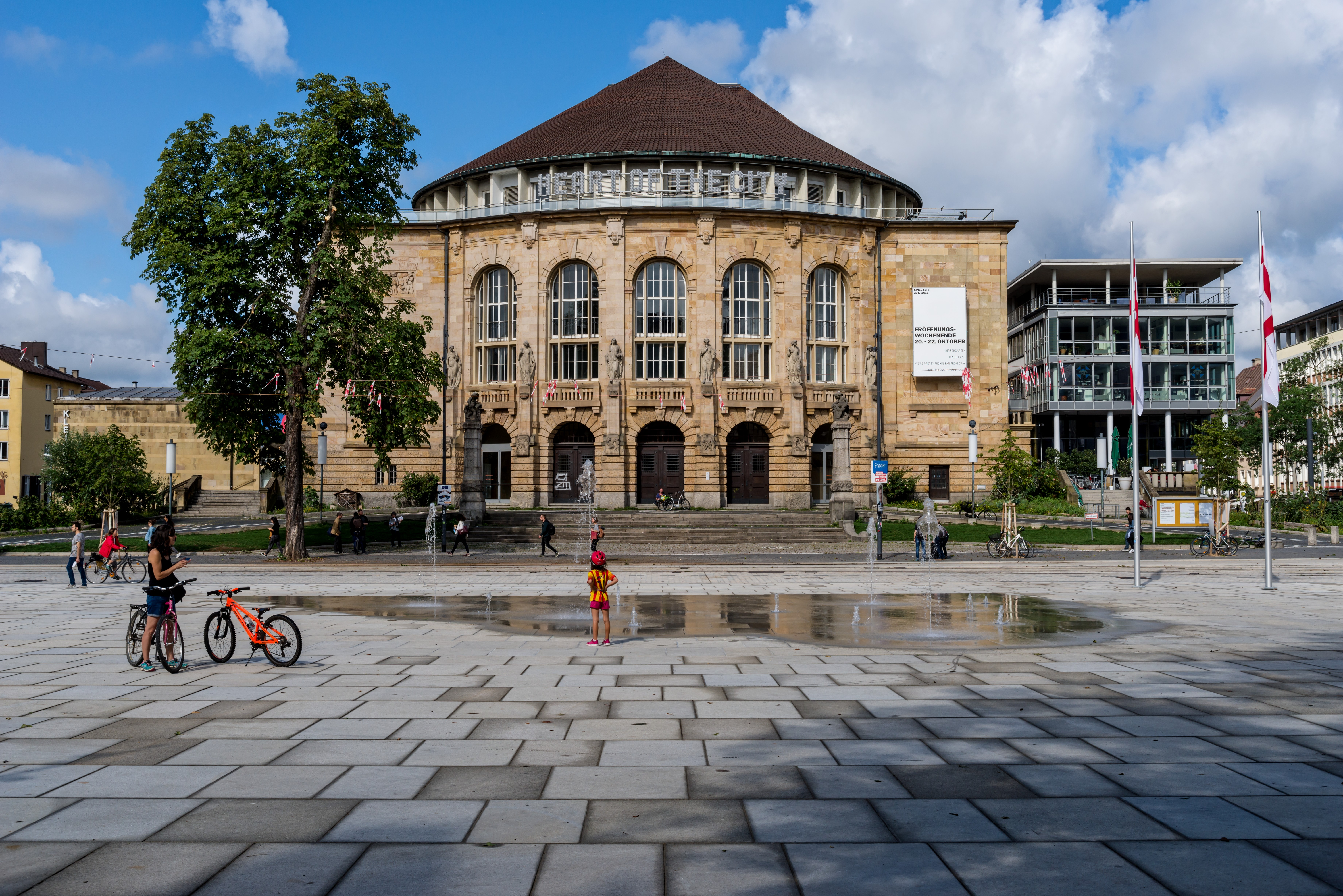
弗赖堡剧院

弗赖堡当地最大的歌剧院就是弗赖堡剧院，在这里可以上演戏剧、音乐剧和芭蕾舞表演。弗赖堡爱乐乐团会在音乐厅演出，总监是彼得·卡尔普（Peter Carp）。与大多数市政经营的剧院一样，因为市政经济危机而受到极大的紧缩限制。除此之外比较著名的剧院还有瓦尔格拉本剧院（Wallgraben-Theater）。

### 活动
弗赖堡每年的活动精彩纷呈，主要是有2月举行的MUNDOlogia报告文学节，夏季举行的国际帐篷音乐节（ZMF），5月举行的弗赖堡电影论坛，8月初当地音乐家穆拉特·乔施昆（Murat Coşkun）为打击乐爱好者举办的框架鼓节（Tamburi Mundi）。

### 音乐
弗赖堡拥有众多的管弦乐队和合唱团，其中一些享有国际声誉。其中比较重要的音乐基地包括弗赖堡音乐大学（Hochschule für Musik Freiburg）以及弗赖堡爵士和摇滚学校（Jazz & Rock Schulen Freiburg）。另外在西南广播公司还有一个海因里希·施特罗贝尔基金会的实验工作室，是德国新音乐 (概念)的重要灵感来源。

### 电影
2008年的数据，弗赖堡是德国电影观影参与度最高的城市，平均而言，每位居民一年中至少会看6次电影，而全国平均仅为1.66次。
弗赖堡当地最大的影院是CinemaxX，这是一个复合型影院，主要播放好莱坞电影，运营商在当地拥有三个电影院场馆。2007年，CinemaxX是德国第一家获得“欧洲电影院奖”最佳节目设计奖的电影院。弗赖堡当地还有一个非商业性的弗赖堡市政电影院（Kommunales Kino Freiburg），每两年定期举办一次弗赖堡电影论坛，重点关注民族志电影。
弗赖堡学术电影俱乐部（Akademische Filmclub Freiburg）是德国最古老的学生电影俱乐部，于1957年成立于弗赖堡大学。

### 博物馆

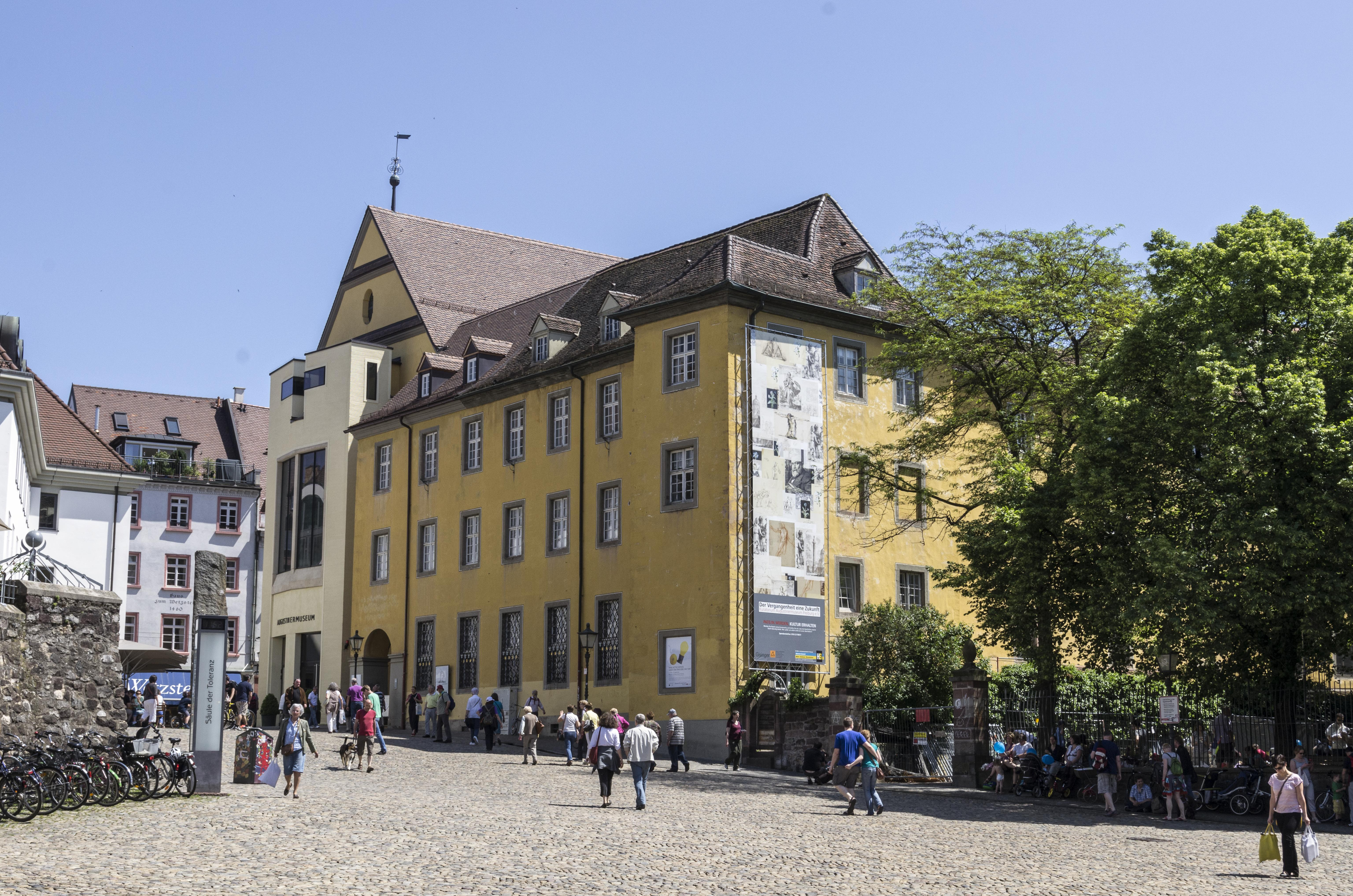
奥古斯蒂娜博物馆

弗赖堡当地最大的博物馆是奥古斯蒂娜博物馆，也被称为莱茵河上游艺术和文化历史博物馆，它拥有很多的分馆，其中最重要的分馆是弗赖堡城市历史博物馆，重点关注弗赖堡城市的发展和弗赖堡大教堂的建设过程。
弗赖堡自然和人类博物馆主要提供地质学和矿物学、生物学方面的展览。
弗赖堡新艺术博物馆于1985年开放，同样是奥古斯蒂娜博物馆的分馆，主要是展出现代艺术和当代艺术，包括20世纪初的表现主义。
科伦比小城堡考古学博物馆（Archäologisches Museum Colombischlössle）位于科伦比公园，永久展示从旧石器时代到中世纪的考古发现，包括巴登南部冰河时代猎人的艺术收藏品，阿尔卑斯山以北最古老的玻璃碗以及中世纪弗赖堡的遗迹。这个博物馆每年都为儿童群体提供几次活动，诸如教他们如何在石器时代进行生火。
2023年，弗赖堡国家社会主义文献中心将在原旅游局的位置开设，国家政治教育中心的弗赖堡分部也将搬迁到那里。

### 艺术
弗赖堡艺术协会（Kunstverein Freiburg）成立于1827年，是德国最古老的艺术协会之一，在其展厅（老城区一废弃游泳池）展示当代艺术。
2014年，弗赖堡市议会决定成立艺术委员会（Kunstkommission），旨在为城市管理和城市设计机构提供技术建议。市议会任命美术、艺术教育和建筑领域的五名名誉专家，任期为五年。

### 方言
弗赖堡属于阿勒曼尼语方言区，而且是低地阿勒曼尼语跟高地阿勒曼尼语方言的交界处。城市的北部说低地阿勒曼尼语，而城市南部说高地阿勒曼尼语。弗赖堡的阿勒曼尼语名字读成弗里堡（Friburg）。现在，说纯粹弗赖堡方言的当地人已经非常少了，市中心的大部分人会说带着一点带低地阿勒曼尼语口音的高地德语口语，这点跟施瓦本方言区的人很像。

## 建筑
弗赖堡拥有各个时代的非凡建筑，在1944年11月27日的大空袭中，老城区大部分都被摧毁。不过弗赖堡大教堂和历史商人大厅，以及中世纪城门都几乎完好无损。战后对老城区进行了重建工作，调整了房屋大小和屋檐的高度。
弗赖堡最著名的建筑包括：

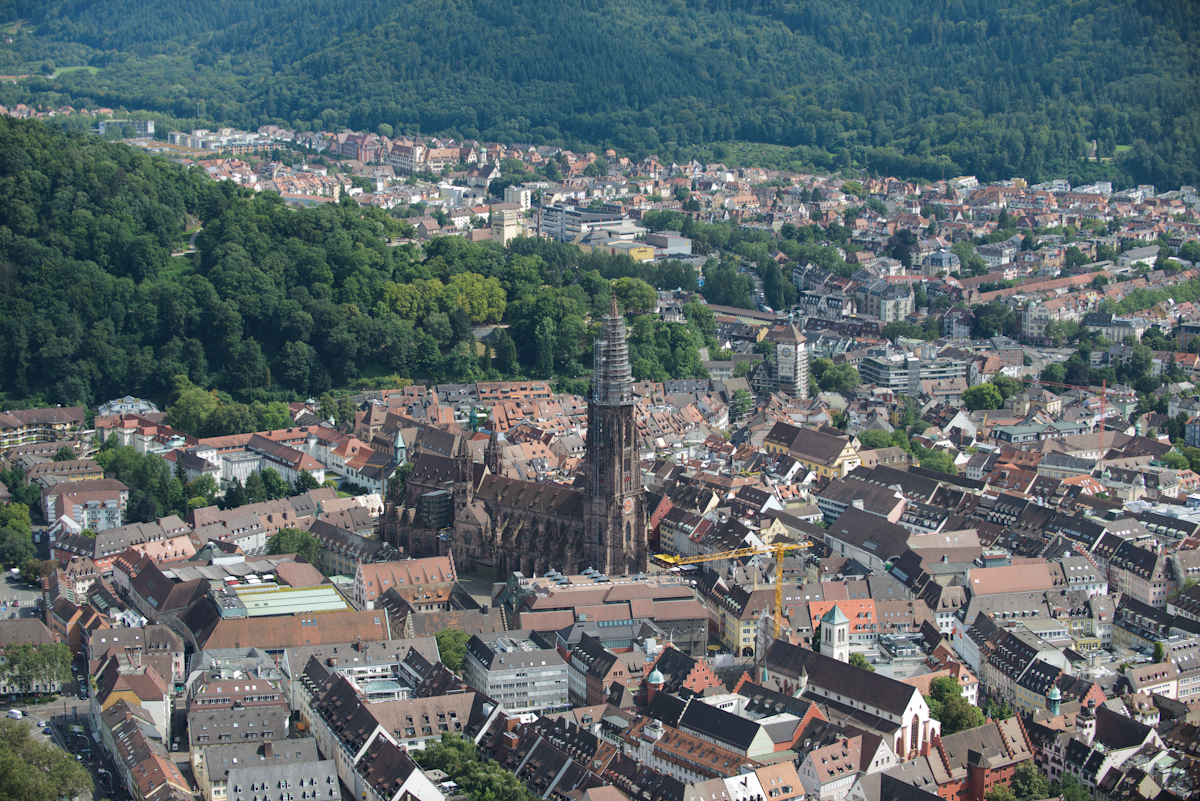
2012年的弗赖堡市容

- 弗赖堡大教堂 城市的象征，也是最重要的建筑，内部藏有众多包括祭坛、中世纪彩色玻璃窗在内的艺术品。塔楼高达116米，可以俯瞰整个弗赖堡市。
- 历史商人大厅 建于1532年，拥有宏伟的哈布斯堡王朝统治者的雕塑，以及牛血红色的立面。这座建筑现在也是城市历史博物馆的所在地。
- Alte Münsterbauhütte 是老城区现存最古老的建筑，是半木结构建筑。
- 马丁门和施瓦本门 是中世纪留存至今的城市防御工事，在1901年两座城门都进行了扩建。
- Zum rote Bären 可能是德国最古老的的旅馆，可以追溯到1120年。
- Haus zum Whale 由马克西米利安一世的大司库雅各布·菲林格·冯·舍嫩贝格（德语：Jakob Villinger von Schönenberg）建造，伊拉斯谟从巴塞尔逃离之后曾居住于此。
- 巴塞尔庭（德语：Basler Hof） 马克西米利安一世大臣康拉德·施蒂策尔（英语：Konrad Stürtzel）进行改造，从1698年到1802年是神圣罗马帝国在当地的政府所在地。
- 科隆比宫（英语：Colombischlössle Freiburg） 建于1869-1871年，是一座新哥特风格的别墅，曾经作为巴登州政府所在地。现在设立有考古博物馆。
- 弗赖堡火车站塔楼 高达60米，是弗赖堡第四高的建筑，南立面部分由太阳能电池组成，因此也被称为“太阳能塔楼”。
- 教堂广场（Münsterplatz（德语：Münsterplatz (Freiburg im Breisgau)）） 弗赖堡最大的广场，每周日早上都会举办集市。
- 奥古斯蒂娜广场（Augustinerplatz）弗赖堡的广场之一，广场周围有奥古斯蒂娜修道院，也就是现在的奥古斯蒂娜博物馆和老城墙的遗迹，是弗赖堡居民的聚会场所。
- 旧犹太会堂广场(Platz der Alten Synagoge) 原名剧院广场，原本矗立着当地的犹太会堂，直到1938年水晶之夜被焚毁。有一个指向法国居尔斯（当地犹太人最终抵达的集中营所在地）的路标。
- 市政厅广场 旧市政厅跟新市政厅位于此处。
- 欧罗巴广场（德语：Europaplatz (Freiburg im Breisgau)） 原名威廉皇帝广场，但不被当地民众接受，在2015年到2018年进行了重新整修，并改成现在的名字。
- 威威利桥（英语：Wiwilíbrücke） 一座受到保护的桥梁，将弗赖堡老城区与施提林格区（英语：Freiburg Stühlinger）连接起来，每天至少通行10000名自行车手。
- 城堡山（Schlossberg（英语：Schlossberg (Freiburg)））是弗赖堡市郊的自然保护区，拥有步行道、餐厅和占地80公顷的城市公园。顶部是城堡山塔（英语：Aussichtsturm Schlossberg）（Schlossbergturm），建于2002年，登上塔顶可以眺望周边黑森林和孚日山脉的全景。
- 绍因斯兰山 是弗赖堡最具代表性的山体，海拔1284米，绍因斯兰铁道（Schauinslandbahn）是通往山顶的观光缆车，于1930年开通。
- 弗赖堡天文馆（Planetarium）位于火车总站附近，探索不断变化的宇宙体系。
- 弗赖堡植物园（英语：Freiburg Botanical Garden）（Botanische Garten）是弗赖堡大学生物系的一部分，是植物学展示场所，同时对公众开放。
- 耶稣会城堡（Jesuitenschloss）位于弗赖堡附近的梅尔茨豪森，可以眺望弗赖堡和周边景色。
- 胜利纪念碑（Siegesdenkmal）建于1876年，献给以巴登人为主的第十四军团（英语：XIV Corps (German Empire)），并纪念德国在普法战争中胜利。
- Wasserschlössle（德语：Freiburger Wasserschlössle）是一座水塔，同时也是位于护城河上面的城堡，外观基于弗赖堡市徽上面的城堡造型。
- Kartause Freiburg（英语：Freiburg Charterhouse）位于市中心以东公里，原为一座加尔都西会的修道院，现在是一座国际学院。

## 经济
2016年，作为城市的弗赖堡国内生产总值（GDP）为112.64亿欧元，在德国排名第35位。人均国内生产总值为49,261欧元（远高于巴登-符腾堡平均水平和德国平均水平）。2016年弗赖堡的经济总量增长率3.8%。2018年12月弗赖堡的失业率为4.7%，高于巴登-符腾堡的平均水平。
2016年出版的未来地图集（Zukunftsatlas）中，弗赖堡排名第50位（一共列出402个城市和乡镇），因此属于“未来前景广阔”的地区，在2019年的更新版本中，排名略下滑至57位。

### 产业部门
弗赖堡是区域经济中心，所以服务业（第三产业）占据主导地位。该市最大的雇主是拥有下属医院的弗赖堡大学，其次是很多州立机构。另外，由于靠近大学，所以太阳能技术、信息和媒体技术、医疗技术和生物技术的企业纷纷在此落户。

### 展会
弗赖堡拥有众多贸易和公共展会，著名的是太阳能技术展会，让弗赖堡成为一个区域性的贸易展会城市。2000年，弗赖堡展览会（Messe Freiburg）迁到了新的现代化基础设施大厅举行。

### 旅游业
旅游业在弗赖堡同样具有重要作用，这座城市就位于黑林山，德国西南部最受欢迎的旅游目的地之一。同时这座城市也位于巴登葡萄酒之路和绿色之路（连接阿尔萨斯孚日山脉和黑林山）。
2007年弗赖堡的旅客过夜人数超过100万，2013年再次超过100万，是德国最受欢迎的旅游目的地之一。2012年以来，弗赖堡当地设置了为游客服务的信息柱子，上面有老城区最重要景点的相关信息。在2021年出版的第16版孤独星球Best in Travel最佳旅游地指南中，弗赖堡在城市旅游目的地中排名第三，仅次于奥克兰和台北。

### 林业
弗赖堡43%的地区被森林覆盖，其中三分之一归该市所有（市政森林）。最重要的树种包括山毛榉、夏栎、云杉、冷杉和花旗松。除了经济用途外，森林还有一定的生态学意义，是休闲娱乐的重要组成部分。

### 葡萄种植
葡萄种植和葡萄酒酿造对弗赖堡经济也有很大的促进作用。弗赖堡位于布赖斯高葡萄酒产区，跟附近地区拥有不同的葡萄品种。弗赖堡葡萄园面积约为650公顷，是德国最大的葡萄种植区之一。弗赖堡葡萄酒基金会（Stiftungsweingut Freiburg）总部位于梅尔茨豪森的耶稣会修道院中，他们种植的葡萄田位于城堡山上。

### 能源
2003年弗赖堡在当地两个地点建造了六台风力涡轮机，以倡导风力发电。弗赖堡最重要的能源产业是太阳能，在沃邦区有59座太阳能节能房屋。弗赖堡也负责协办国际太阳能贸易展览会（慕尼黑主办）。弗赖堡因为在太阳能领域的研究生产而获得了阳光之城（Sonnenstadt）的美誉。2004年弗赖堡获得欧洲可再生能源协会（Eurosolar）颁发的德国太阳能奖。

### 著名企业
弗赖堡比较著名的企业包括有半导体制造商TDK-MIcronas，生产香烟过滤材料的Cerdia、欧洲最大的感应淬火系统制造商Fritz Düsseldorf GmbH（FDF）、建造材料供应商Götz + Moriz等。当地最大的啤酒厂是甘特啤酒厂（Brauerei Ganter），另外还有牛奶加工企业黑森林牛奶（Schwarzwaldmilch）。
另外还有制药商Gödecke，现在属于辉瑞集团。成立于1863年Raimann公司主要生产木工机械。Zapf Umzüge是欧洲领先的搬家公司，总部位于弗赖堡，创立于西柏林。
Hellige是一家医疗电子设备制造商，主要生产心电图仪，目前隶属于通用电气集团。
弗赖堡拥有两大出版商Herder和Haufe，以及巴登日报（Badische Zeitung）的总部。
Solar-Fabrik AG Freiburg一度是欧洲领先的太阳能企业，原本只是制造太阳能组件，创立了众多子公司活跃于世界各地的光伏领域，包括光伏晶片的加工贸易、太阳能电池的生产以及太阳能发电厂的建造，但该公司目前已经破产。
弗赖堡的IT产业同样有重要的影响力，其中包括商业软件领域的领导者Lexware、门户软件领先企业的United Planet，以及IDS Scheer Consulting托管服务子公司。
弗赖堡当地比较著名的银行是弗赖堡-北布赖斯高储蓄银行（Sparkasse Freiburg-Nördlicher Breisgau）。

## 交通
跟其他城市相比，弗赖堡城市交通总量中汽车的占比相对较低（2016年合计为21%），同时自行车交通的占比却相当高（2016年占到34%）。弗赖堡公路、自行车道、人行道网络的总长度为1290里，其中主要道路191公里，次要道路439公里，自行车/人行道200公里，服务性道路460公里。

### 道路

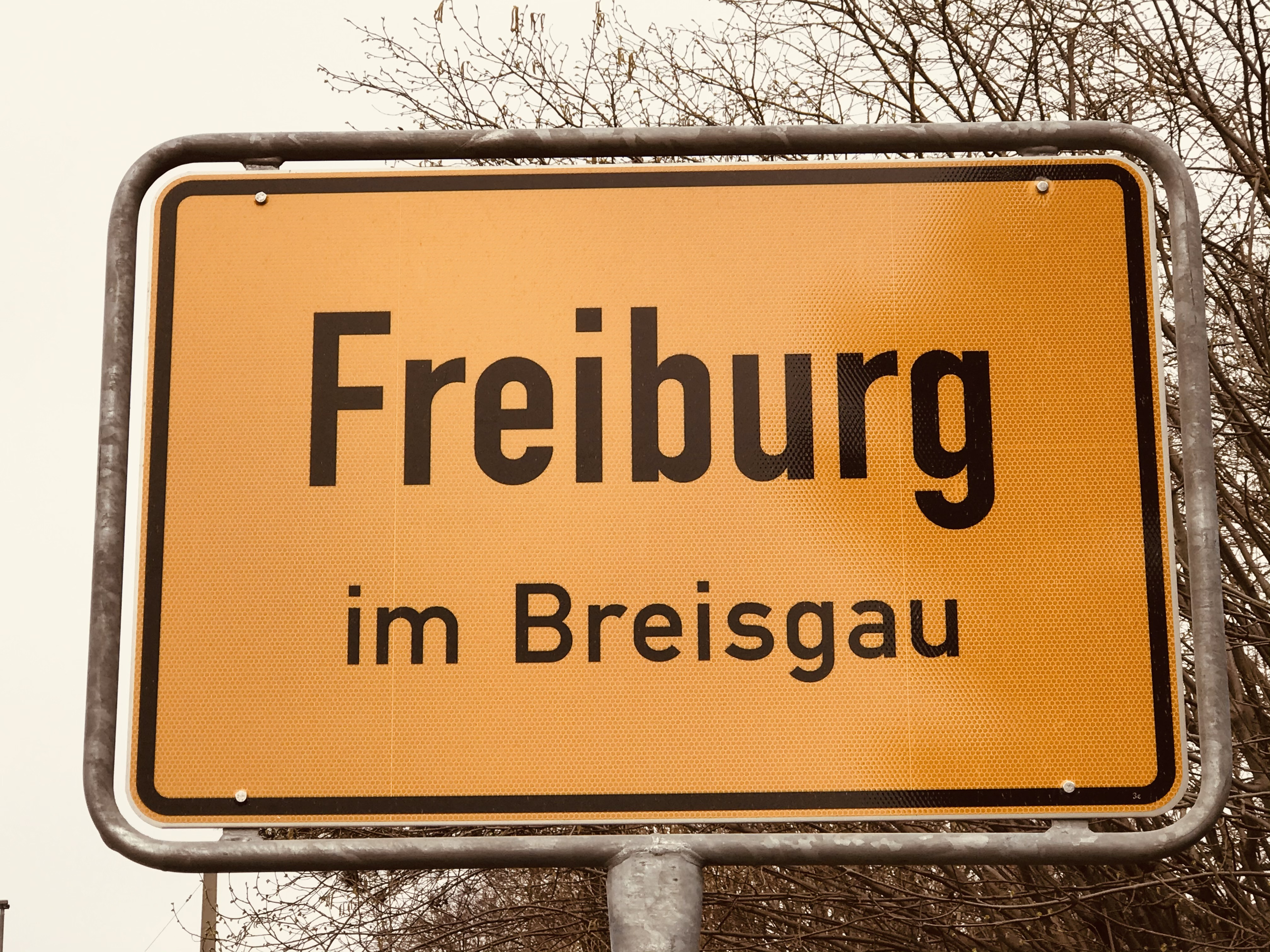
显示布赖斯高地区弗赖堡的路牌

弗赖堡位于欧洲大型运输线路——莱茵-索恩-罗讷-地中海上，所以交通便利。A5高速公路往北通往斯特拉斯堡、卡尔斯鲁厄、曼海姆和法兰克福，向南通往米卢斯和巴塞尔。弗赖堡也位于B3联邦公路跟B31联邦公路的交叉点上。在20世纪60年代，西德政府有意建造A86高速公路来连接弗赖堡、黑林山和多瑙埃兴根，但此计划最终中止。
在旅游层面，弗赖堡位于跨越法德边境的绿色之路（Grüne Straße/Route Verte）上，这条道路西起孚日山脉的孔特雷克塞维尔，经莱茵河畔布赖萨赫和弗赖堡往东通往林道和康斯坦茨。
在20世纪70年代，弗赖堡是率先通过封锁市中心机动车交通来创步行街的城市。目前，弗赖堡拥有一个动态停车引导系统，指示郊区众多的可用多层停车场的停车位数量。从2021年6月开始，全市一共管理9000个停车位，都可以使用手机支付停车费用。沃邦街区设计成一个基本无车的新住宅区。
MeinFernbus是德国第一条国内长途巴士线路，2012年4月开通，由弗赖堡经腓特烈港抵达慕尼黑。从2013年起新的巴士线路陆续建立，包括前往斯图加特、杜塞尔多夫、法兰克福、柏林、布拉格甚至巴尔干半岛，主要由FlixBus和Eurolines运营。

### 自行车
自行车在弗赖堡交通运输中占据较大的比重，跟其他德国城市相比尤为明显。弗赖堡当地也一直竭力进行推广自行车政策。目前弗赖堡已经获得过两次自行车友好城市奖。2020年，德国自行车手协会（ADFC）在一项调查中衡量了自行车手在各大城市的满意度，其中弗赖堡排在第三（仅次于卡尔斯鲁厄和明斯特）。2020年秋季的统计数据，弗赖堡一共有17条自行车道，市政当局计划再新增8条。弗赖堡有两条骑行线路，分别是东西向的FR1和南北向的FR2。
2019年5月，弗赖堡运输协会推出Frelo自行车租赁系统，可以在全市74个网点租用615辆自行车（2021年10月数据），该系统由Nextbike提供支持。

### 电动滑板车
电动滑板车在弗赖堡并没有得到普及，也没有建立相应的租赁商。目前弗赖堡市已经确定了滑板车供应商的指导方针，哥廷根的供应商Yoio提供了150辆电动滑板车，可以通过智能手机预订，但是没有固定的位置。从2021年7月开始，Süwag也提供了类似的服务。

### 火车

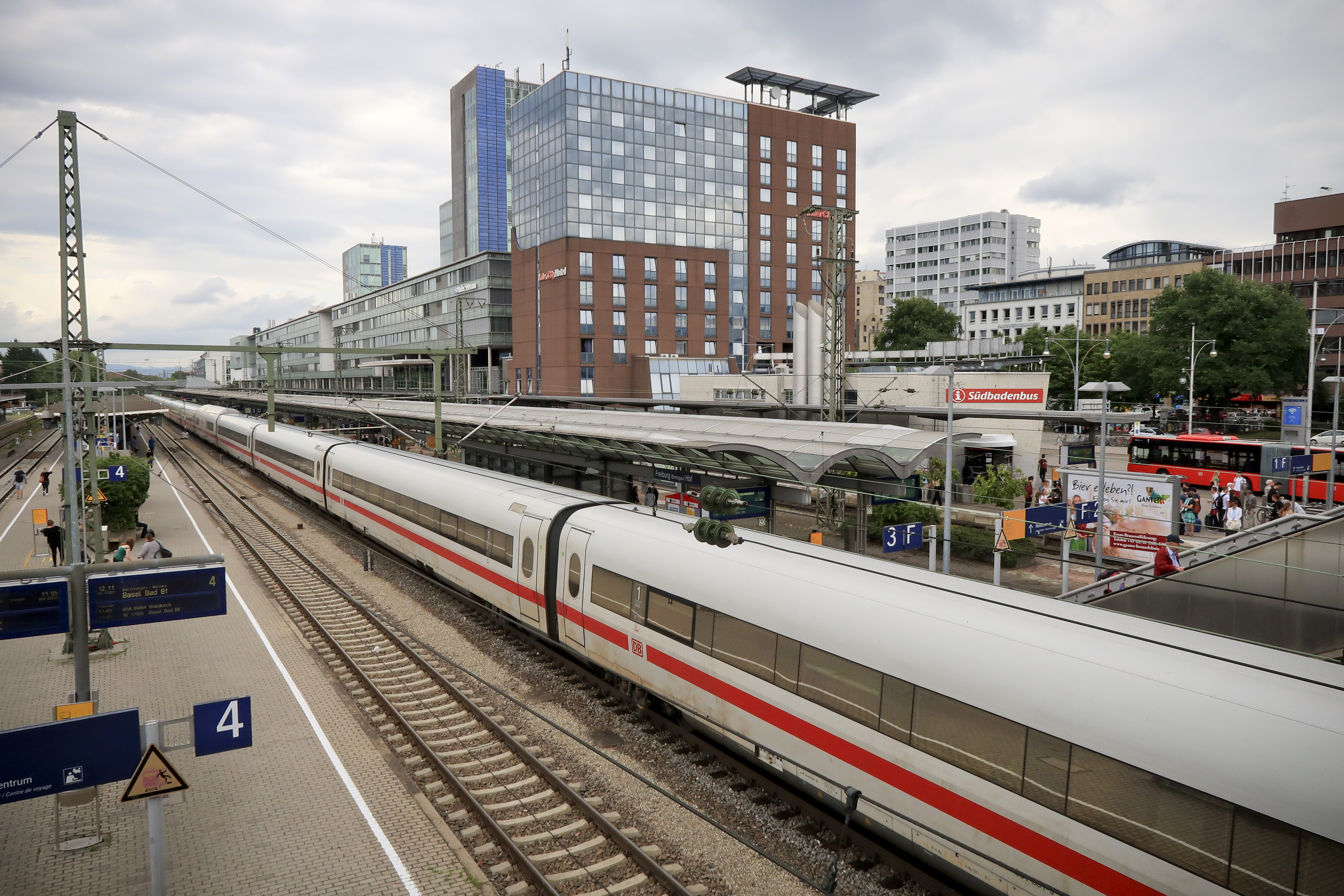
弗赖堡火车总站

弗赖堡火车总站位于四条铁路线上，每天有65000人使用火车出行。第一条是上莱茵铁路（Oberrheinbahn），从曼海姆通往巴塞尔，现在正在扩建通往苏黎世、伯尔尼和米兰的线路。奥芬堡-凯尔线路可以通过斯特拉斯堡连接东部TGV前往巴黎。另外是通过卡尔斯鲁厄经斯图加特到慕尼黑。从2013年8月新开通米尔海姆-诺伊恩堡线路可以通往米卢斯再连接TGV前往巴黎、里昂和马赛，直至西班牙的巴塞罗那。赫伦塔尔铁路从弗赖堡触发，穿过黑林山到达多瑙埃兴根，然后连接慕尼黑和康斯坦茨。弗赖堡通过德国铁路的区域列车西南德国地方运输公司（SWEG）连接附近的城镇，包括埃尔察赫、布赖萨赫和戈滕海姆等。

### 公共交通
弗赖堡的当地交通由弗赖堡运输公司（VAG）运营，一共有5条有轨电车线路和20条公交线路，也包含了与周边地区的连接。弗赖堡使用的电车型号是GT8，由Duewag研发制造。
VAG经营的绍因斯兰线是德国最长的缆车线路（3.6公里），可以将游客送往海拔1284米的绍因斯兰山顶。
从2017年12月开始，出现了专供夜间女性使用的出租车（Frauentaxi）。

### 空运
弗赖堡拥有自己的机场弗赖堡机场（Flugplatz Freiburg），建于1908年，可以起降10吨以下的商业飞机，位于城市西部新展览中心附近。
大多数旅客使用的机场是邻近的巴塞尔-米卢斯-弗赖堡欧洲机场，从弗赖堡火车总站前往欧洲机场的巴士耗时55分钟。另外还可使用附近的卡尔斯鲁厄/巴登-巴登机场（车程65分钟）和斯特拉斯堡机场（车程65分钟）。从弗赖堡还可以乘坐直达法兰克福机场（耗时2小时10分钟）和苏黎世机场的列车（耗时2小时15分钟）。

## 媒体

### 印刷媒体
弗赖堡只要一种地方性报纸——巴登日报（Badische Zeitung），发行范围从奥芬堡到南面的莱茵河上游和上黑林山。它每周一到周六出版，周日则出版周日报（Der Sonntag），免费分发给家庭。
1988年11月开始，弗赖堡推出了官方公报（Amtsblatt der Stadt Freiburg），主要是关于与城市管理和发展相关的内容（主要是社论和公开信息），另外还有一些官方发布的公告和招聘广告。出版时间是隔周的周五，印数为106,000份，免费分发给弗赖堡的家庭。
弗赖堡周报（Freiburger Wochenbericht）每周三出版一次，是现存最古老的德国广告类报纸，免费分发给当地的家庭。弗赖堡城市快递（Freiburger Stadtkurier）每周四出版，同样免费。这两种报纸的发行量都跟公报差不多。

### 广播
弗赖堡有德国西南广播公司的演播室，主要制作SWR4和SWR电视节目。西南广播电台交响乐团位于弗赖堡音乐厅，经常在那里举办音乐会。
私人广播公司方面主要是地方电台baden.fm，运营资金来自广告。Radio Dreyeckland是从反核运动中脱颖而出，也是德国最早的免费广播电台。2006年出现了一个地面广播uniFM，主要由弗赖堡大学学生进行运营。

### 数字网络
从2020年4月22日开始，弗赖堡启动了一个数字免费城市网络#freiburghältzusammen，这是弗赖堡城市数字化战略的一部分，旨在加强公民参与和邻里互助。这个网络平台提供交易、借贷、出售、提供和建议内容，还有聊天功能。有一个审核小组专门负责监控网络礼节。

## 教育

### 基础教育
弗赖堡拥有40所小学（包括初级小学Grundschule和高级小学Hauptschule），一些是私立学校，分布于整座城市中。中学方面有八所专科中学（Realschule），十一所不同类型的文理中学（部分由私人赞助）。1972年，弗赖堡有一所法德合作文理学校。2010年，弗赖堡歌德中学提供一所学生工程师学院。另外还有五所综合学校（Gesamtschule），一所是公立施陶丁格综合学校，另外四所则是华德福教育。UWC罗伯特·博世学校是德国唯一的联合世界学院，面向来自70多个国家/地区学生的寄宿学校。
弗赖堡爵士和摇滚学校成立于1984年，在弗赖堡国际音乐学院提供爵士、摇滚和流行音乐的专业培训。弗赖堡音乐学校为儿童和成人提供音乐课程。
弗赖堡有十个特殊教育中心，其中四个专注于学习、四个专注于智力发展、一个专注于社会情感发展，一个专注于语言。
弗赖堡成人教育中心和天主教教育学院提供广泛的继续教育选择，得到了歌德学院在内的支持。

### 高等教育

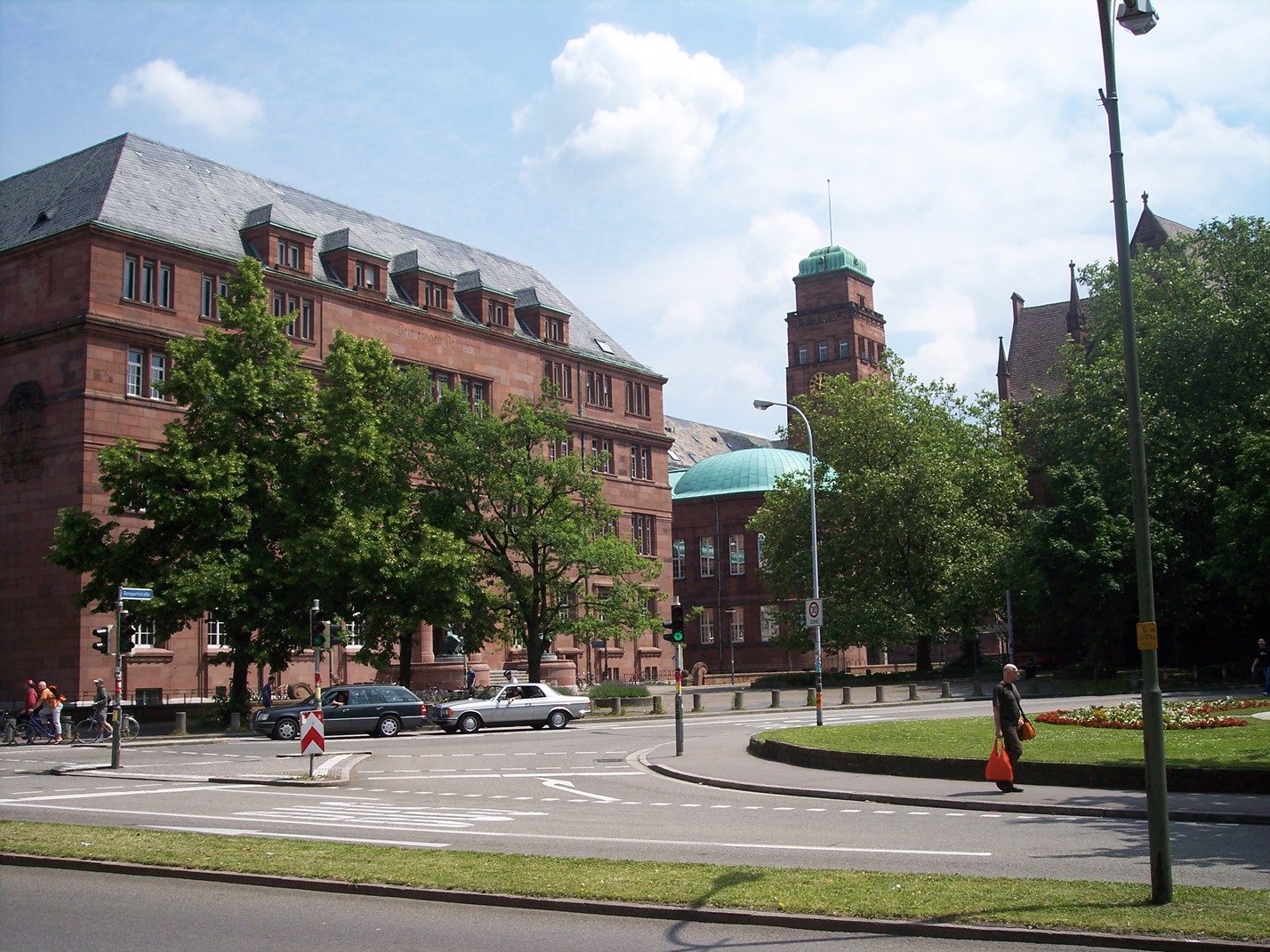
弗赖堡大学主建筑

弗赖堡是著名的大学城，学生总数超过3万，其中弗赖堡大学（全名阿尔伯特-路德维希大学）成立于1457年，是德国最古老且最著名的学府，学生数量超过24,000人。大学的存在对城市生活产生了巨大的影响，周围有许多学生关顾的咖啡馆和酒吧。大学也提供将近20,000个工作岗位，是南巴登地区最重要的雇主之一。
除弗赖堡大学外还有弗赖堡教育大学（Pädagogische Hochschule Freiburg），在1962年由两所教师培训学院合并而成。
弗赖堡音乐大学创立于1946年，虽然是由弗赖堡市创立，但目前具有州立大学的地位。
其他高等学府包括：
- 弗赖堡新教大学（英语：Protestant University for Applied Sciences Freiburg）和弗赖堡天主教大学（英语：Catholic University of Applied Sciences Freiburg）：是由当地教会管理的应用科学大学。
- 弗赖堡平面设计与美术自由大学（德语：Freie Hochschule für Grafik-Design & Bildende Kunst Freiburg）：主要提供平面设计、屏幕/网页设计和美术相关的课程。
- 私立国际合作教育大学（德语：International University of Cooperative Education Freiburg）：以双系统（交替学习和实践）提供酒店管理、房地产管理和体育管理课程。
- FOM经济与管理大学（英语：FOM University of Applied Sciences for Economics and Management）：总部位于埃森，但在弗赖堡提供学士和硕士课程。
- 宏媒体大学（德语：Hochschule Macromedia）：一所应用科学大学。

## 體育
弗赖堡最著名的体育俱乐部是弗赖堡体育俱乐部（SC Freiburg），成立于1904年，这个俱乐部现在正参加德国足球甲级联赛。它最大的特点就是人事的稳定。阿希姆·斯托克从1972年开始担任俱乐部主席直至2009年去世，长达32年。弗尔克·芬克曾担任了长达16年的主教练，而现任的主教练克里斯蒂安·斯特赖希也是从2012年就上任至今。
弗赖堡体育在2021年改变了自己的主场，之前它的主场是德赖萨姆体育场，现在是改成了欧洲公园体育场，这座新体育场从2018年开始建造，就位于机场旁边，成本估计为7600万欧元，由于冠状病毒疫情的缘故，到2021年10月才正式完工。弗赖堡体育在揭幕式上与圣保利进行了一场友谊赛。
弗赖堡当地还有另外一个足球俱乐部弗赖堡FC，该俱乐部曾在1907年获得过德国联赛冠军，但现在参加地区级别的赛事。
在冰球方面，弗赖堡EHC“狼队”目前参加德国冰球乙级联赛（DEL2），此前也曾参加过德国冰球甲级联赛（DEL）。

## 公共安全
根据统计，弗赖堡一度是巴登-符腾堡州犯罪率最高的城市。2017年的数据，10万居民中有11,712起犯罪。2016年秋季开始连续发生四起暴力死亡事件（最著名的是玛利亚·拉登伯格被奸杀案），2018年发生一起轮奸案件，引发全国关注。之后该市市民与警察建立安全伙伴关系，并且部署了25名防暴警察。根据2019年的数据，弗赖堡的犯罪统计数值已经低于同州的巴登-巴登和曼海姆。

## 名人
- 约翰·克里斯蒂安·温青格（德语：Johann Christian Wentzinger）——雕塑家（荣誉市民）
- 欧根·马丁（德语：Eugen Theodor Martin）——政治家（荣誉市民）
- 尤里乌斯·比希尔（德语：Julius Bissier）——建筑师
- 艾迪特·皮希特·阿克森菲尔德（英语：Edith Picht-Axenfeld）——钢琴家
- 沃尔夫冈·朔伊布勒——政治家
- 汉斯·迈尔（1931年）（德语：Hans Maier (Politiker)）——政治家
- 列奥·沃雷布（德语：Leo Wohleb）——政治家
- 卡尔·冯·罗泰克（英语：Karl von Rotteck）——政治家、历史学家
- 卡尔·克里斯蒂安·梅茨（英语：Carl Christian Mez）——园艺家
- 卡尔·拉纳（英语：Karl Rahner）——牧师、天主教神学家
- 埃德温·维尔特（德语：Edwin Welte）——管风琴发明家
- 安格尔贝特·扎施卡（英语：Engelbert Zaschka）——飞行工程师
- 蒂尔·施魏格尔——演员

## 建城900年纪念
2020年7月，正值弗赖堡建城900周年之际，德国邮政发行了一张80欧分的特别邮票。另外联邦行政办公室下辖的德国铸币厂也发行了20欧元面值的纯银收藏硬币。

## 外部連結
维基共享资源上的相關多媒體資源：弗赖堡